# Fränkisches Taufgelöbnis

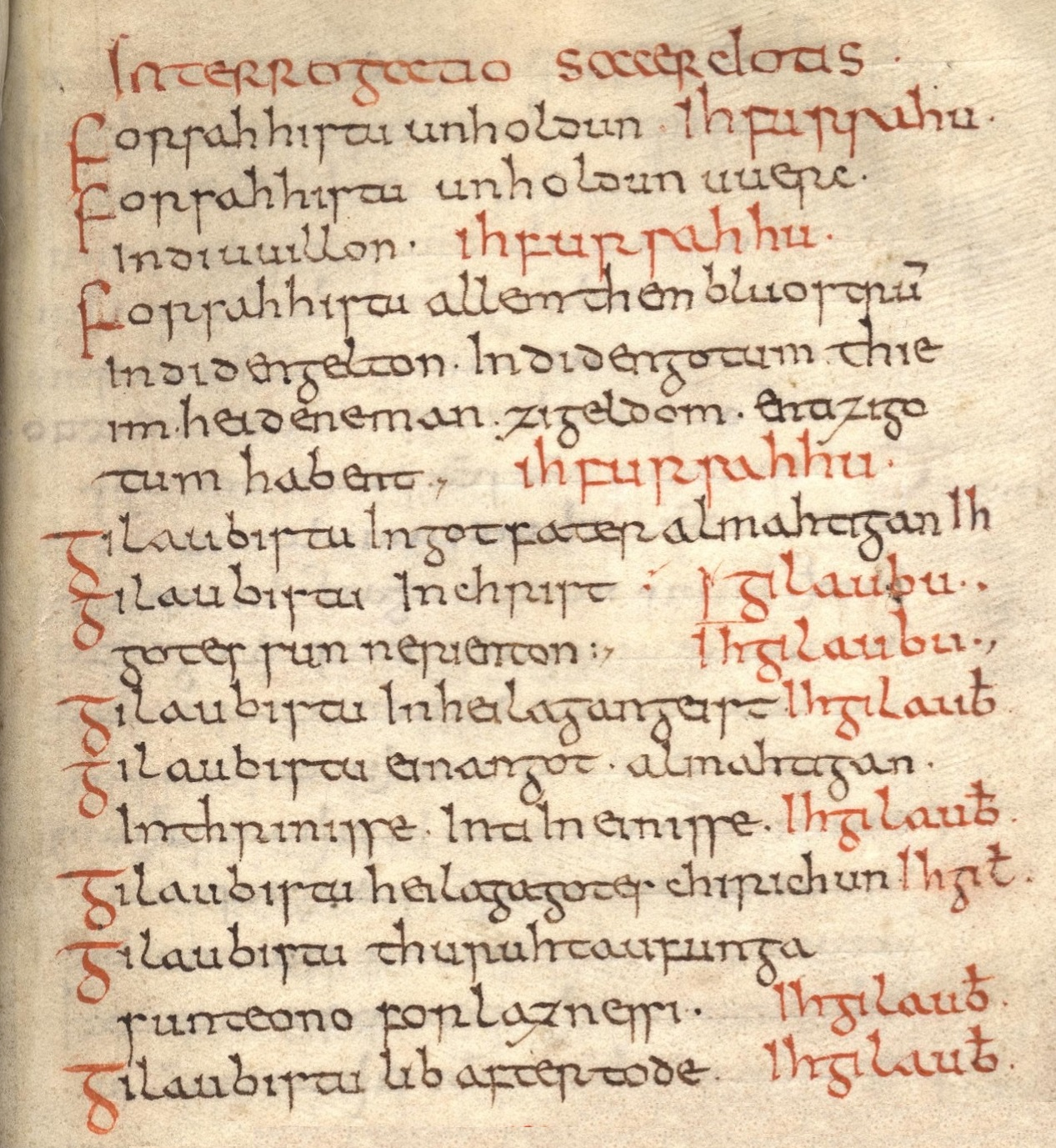
Taufgelöbnis im Codex 136 der Merseburger Domstiftsbibliothek

Das sogenannte „Fränkische Taufgelöbnis“ (cod. 136 fol. 16r) und das „Merseburger Gebetsbruchstück“ (cod. 136 fol. 53r) gehören zur Gattung der religiösen Gebrauchstexte in althochdeutscher Sprache. Sie stammen aus demselben Überlieferungszusammenhang wie die Merseburger Zaubersprüche, die nach dem Ort ihrer Auffindung in der Bibliothek des Domkapitels zu Merseburg benannt sind. 
Zu diesem Taufgelöbnis existiert eine weitere Überlieferung, die sich in einer Handschrift (2° Germ,g· 37) in der Bayerischen Staatsbibliothek in München befindet.

## Herkunft und Form
Die Merseburger Zaubersprüche (MZ1+2) sowie das sogenannte „Fränkische Taufgelöbnis“ (fol. 16r) und das „Merseburger Gebetsbruchstück“ (fol. 53r) finden sich in einem Sakramentar des 9. Jahrhunderts, einer sechslagigen Sammelhandschrift mit doppelter Foliierung, aus der Bibliothek des Domkapitels zu Merseburg (Codex 136). Dort wurden sie 1841 von dem Historiker Georg Waitz entdeckt.
Den paläographischen Forschungen Bernhard Bischoffs (1906–1991) zufolge wird als Ort der Niederschrift gemeinhin das Kloster Fulda angenommen, wo sich der Codex nachweislich bis zum Jahre 990 befand. Bischoff konnte bei seiner paläographischen Expertise nachweisen, dass etwa die Niederschrift des „Fränkischen Taufgelöbnisses“ in Fulda erfolgte, da ihr Schriftbild dem Fuldaer Typus der karolingischen Minuskelschrift entspricht.

## Transliteration
Die Eintragung auf fol. 16r der Handschrift stellt sich zeilengenau wie folgt dar:
Forsahhistu unholdun? Ih fursahu.

Forsahhistu unholdun uuerc indi uuillon? Ih fursahhu.

Forsahhistu allem them bluostrum indi den gelton indi den

gotum, thie im heidene man zi bluostrum indi zi geldom enti zi

gotum habent? Ih fursahhu.

Gilaubistu in got fater almahtigan? Ih gilaubu.

Gilaubistu in Christ gotes sun nerienton? Ih gilaubu.

Gilaubistu in heilagan geist? Ih gilaubu.

Gilaubistu einan got almahtigan in thrinisse inti in einisse?

Ih gilaubu.

Gilaubistu heilaga gotes chirichun? Ih gilaubu.

Gilaubistu thuruh taufunga sunteono forlaznessi? Ih gilaubu.

Gilaubistu lib after tode? Ih gilaubu.
Übersetzung des Fränkischen Taufgelöbnisses
Widersagst du dem Teufel? Ich widersage.

Widersagst du dem Werk und Willen des Teufels? Ich widersage.

Widersagst du allen Opfergaben, Opfern und 

Göttern, die bei den Heiden als Opfergaben, Opfer und 

Götter gelten? Ich widersage.

Glaubst du an Gott, den allmächtigen Vater? Ich glaube.

Glaubst du an Christus, Gottes Sohn, den Erlöser? Ich glaube.

Glaubst du an den Heiligen Geist? Ich glaube.

Glaubst du an einen allmächtigen Gott in Dreiheit und Einheit?

Ich glaube.

Glaubst du an die heilige Kirche Gottes? Ich glaube.

Glaubst du an die Vergebung der Sünden durch die Taufe? Ich glaube.

Glaubst du an ein Leben nach dem Tode? Ich glaube.